# 都市伝説セピア
『都市伝説セピア』（としでんせつセピア）は、日本の小説家である朱川湊人による小説作品。ノスタルジックホラーの短編集である。
2003年9月、文藝春秋から発行され、文庫本は、2006年4月に文春文庫から発行された。「アイスマン」「昨日公園」「フクロウ男」「死者恋」「月の石」の短編5作品から成る。「フクロウ男」は第41回オール讀物推理小説新人賞受賞作品であり、また『都市伝説セピア』としては第130回直木三十五賞候補作である。
フジテレビとWOWOWでそれぞれ映像化された。

## 書籍情報
- 単行本：2003年9月、ISBN 978-4163222103
- 文庫本：2006年4月、ISBN 978-4167712013

## テレビドラマ

### フジテレビ版
「昨日公園」がフジテレビの「世にも奇妙な物語 秋の特別編」で2006年10月2日に映像化されて放送された。

### WOWOW版
「フクロウ男」「アイスマン」「死者恋」の3作がWOWOWのオリジナルドラマ製作プロジェクト・ドラマWで映像化。ドラマWでは初めてオムニバス作品として製作され、2009年7月26日に放送された。DVDは2011年6月21日に発売された。

#### キャスト
フクロウ男
- 佐伯武彦：成宮寛貴
- 下校中の女子高生：永井杏
- 脅かす女子高生：桑江咲菜
- 脅かす男子高生：坂本恵介
- ジャングルジムの主：米光隆翔
- 神社の小学生：今田花音
- コインランドリーの男：聡太郎
- コインランドリーの女：山口愛実
- 評論家：ト字たかお

アイスマン
- カズキ：入江甚儀
- ノンコ：松元環季
- カズキ（大人）：佐野史郎
- ノンコの父：長江英和
- カズキの父：筒井巧
- カズキの祖父：歌澤寅右衛門
- カズキの伯父：加藤満
- カズキの伯母：井上夏葉
- 幸一（カズキの従兄）：福田雄也

死者恋
- 野島久美子：原沙知絵
- 三ヶ崎しのぶ：いしのようこ
- 鼎凛子：余貴美子
- 朔田公彦：荒木宏文
- 結城：加藤虎ノ介
- 公彦の母：佳那晃子
- 鼎凛子（中学時代）：山口真由
- 鼎凛子（高校時代）：滝口希
- 鼎凛子（成人後）：渋谷さち

#### スタッフ
- 原作：朱川湊人
- 監督：落合正幸（フクロウ男、死者恋）、八木毅（アイスマン）
- 脚本：落合正幸（フクロウ男、死者恋）、村井さだゆき（アイスマン）
- 音楽：蓜島邦明
- プロデューサー：井上衛（WOWOW）、山西太平（電通）、目黒正之・塚田英明（東映）